# Альфред Лаубман

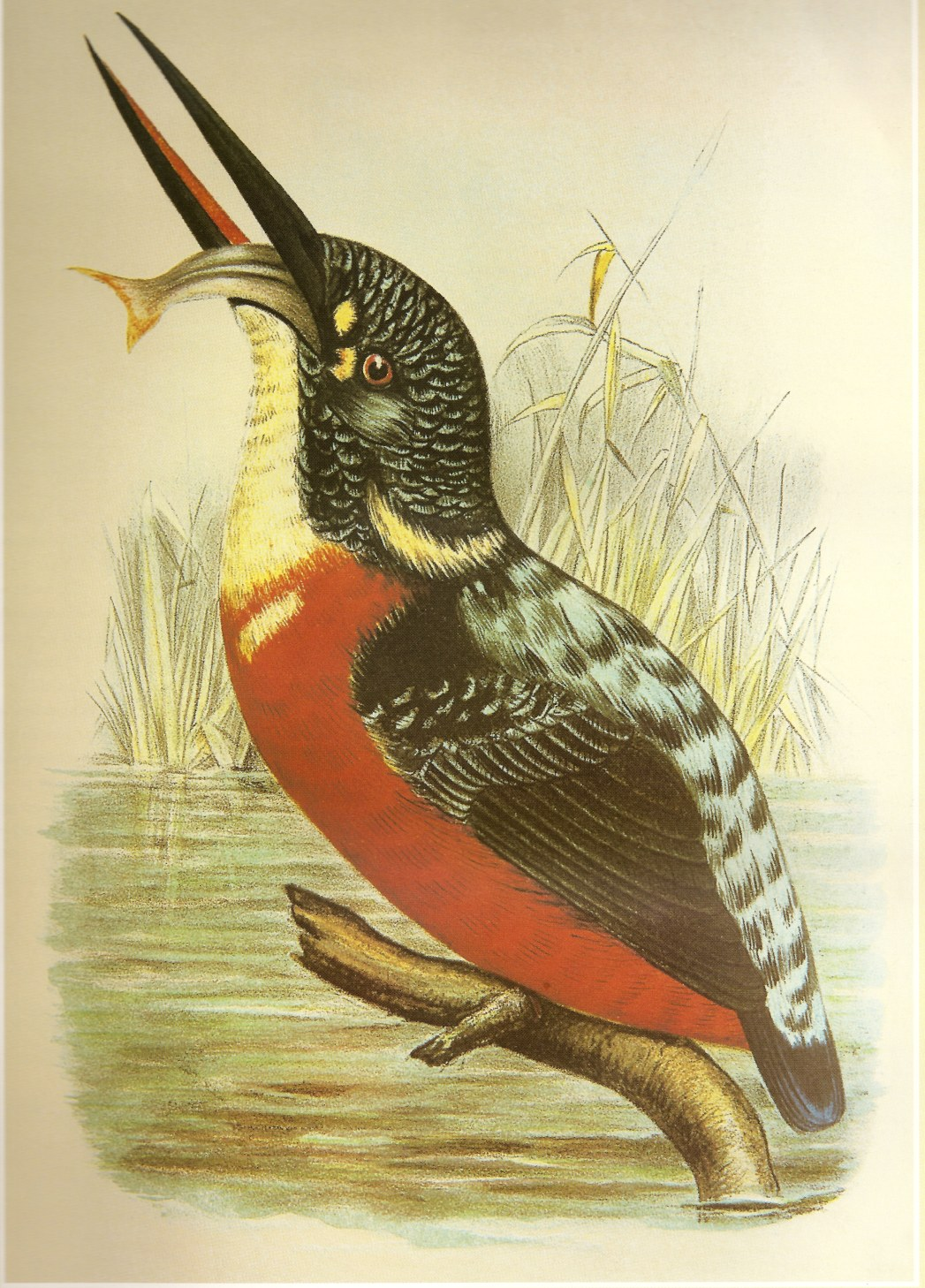
Alcedo hercules

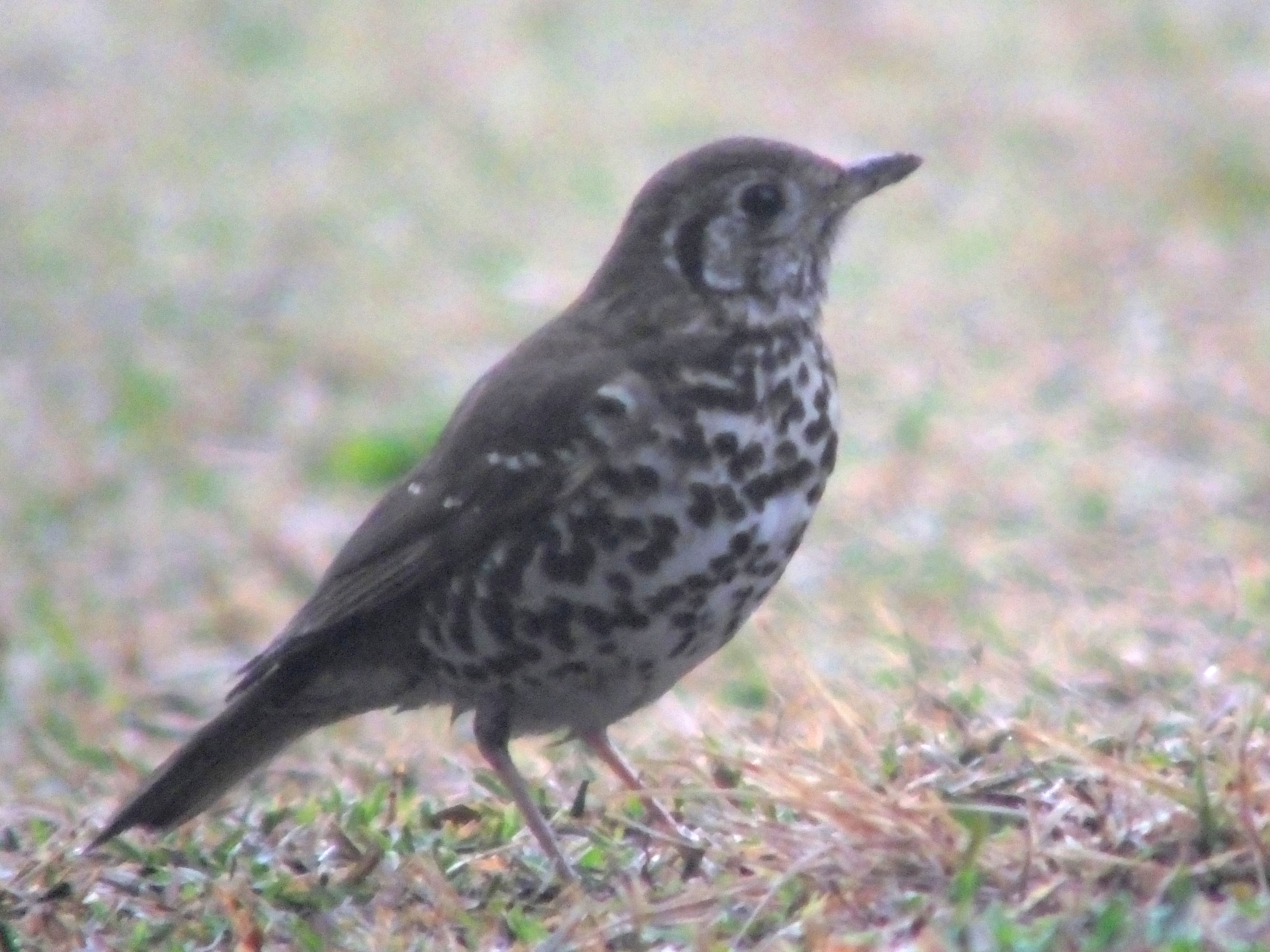
Turdus mupinensis

Альфред Луїс Лаубман (нім. Alfred Louis Laubmann; 1886–1965) — німецький зоолог та орнітолог, працював куратором у Баварській державній колекції зоології в Мюнхені. Він був фахівцем з систематики птахів і прихильником розширення тричленної системи підвидів на чотиричленну систему.

## Біографія
Лаубман народився в сім'ї купця Ойгена Лаубмана та Іди. Він навчався в місцевій початковій школі в Кауфбойрені, згодом у гімназії Вільгельма в Мюнхені. У 1906 році він вступив до Університету Людвіга-Максиміліана, щоб вивчати зоологію. Він працював над докторською дисертацією під керівництвом Річарда фон Гертвіга, працюючи над органами чуття в шкірі раків. У 1910 році працював на морській станції Роскофф. У 1911 році він приєднався до Зоологічного музею в Мюнхені, де працював над шкурами, зібраними Готфрідом Мерцбахером (1834—1926) з регіону Тянь-Шань. Він працював під керівництвом Карла Геллмайра і був колегою Ервіна Штреземана. Геллмайр переїхав до Сполучених Штатів у 1922 році, тоді Лаубмана підвищили на посаду голови. У 1926 році він став куратором. Він пішов у відставку у 1951 році, і його змінив Герд Діссельгорст.
Він був членом Орнітологічного товариства Баварії з 1907 року і працював його секретарем з 1913 по 1921 рік, а з 1922 року — генеральним секретарем, а також виконуючим обов'язки редактора та видавця його журналу.
У 1912 році він одружився з Елізабет Маєр.
Лаубман описав багато таксонів, включаючи види Alcedo hercules і Otocichla mupinensis. Він також згадується в назвах кількох підвидів.